# Фария, Бетти
Бетти Мария Силва де Фария (порт. Betty Maria Silva de Faria; род. 8 мая 1941, Рио-де-Жанейро) — бразильская актриса и продюсер.

## Биография

### Карьера
После обучения в течение десяти лет классическим танцам,Бетти Фария впервые снимается в кино в 1963 году, в фильме «Поцелуй». В 1965 году исполняет первую значимую роль в киноленте «Любовь и нелюбовь».
В 1967 году вместе со своим первым мужем, актёром Клаудио Марзу и другим актёром — Антонио Педру основывает театр «Teatro Carioca de Arte». Театр инсценирует такие пьесы, как «Бравый солдат Швейк» Ярослава Гашека, «Мещане» Горького. Театр просуществовал недолго: во время военной диктатуры в Бразилии его пришлось закрыть.
На телевидении свою первую значимую роль она исполнила в телесериале 1968 года «Прикованные». Режиссёром сериала был её будущий второй муж — Даниэл Филью.
Из её кинематографической карьеры стоит отметить такие фильмы, как: «Восходящая звезда» (1974), «Дона Флор и два её мужа» (1976), «Прощай, Бразилия!» (1979), «Ангелы из окрестностей» (1987), «Роман горничной» (1987), «Аромат жасмина» (1992). В 2004 году она успешно дебютирует в качестве продюсера киноленты «Конфискованное имущество», в которой исполняет главную роль.
Одну из лучших своих телеролей (роль Лусиньи) она исполнила в телесериале 1975 года по сценарию Жанети Клер «Шальные деньги». Вместе с ней главные роли в этом сериале исполнили Франсиску Куоку и Лима Дуарте. Режиссёром сериала был второй муж Бети — Даниэл Филью. В 1998 году телекомпанией «Глобу» был снят ремейк сериала (демонстрировался в России по телеканалу «Россия») с Франсиску Куоку , Каролиной Ферраз и Эдуардо Московисом в главных ролях. Но он не повторил успех первой версии.
Другой телеролью, оказавшейся на долгое время «визитной карточкой» актрисы стала экстравагантная «Тиета» из одноимённого сериала 1989 года. Сериал, снятый по роману Жоржи Амаду и адаптированный для телевидения сценаристом Агиналду Силвой, стал одним из самых популярных за всё время существования этого жанра в Бразилии. Бетти Фария желала исполнить роль Тиеты и на большом экране, но права на экранизацию выкупила другая актриса — Соня Брага, которая и исполнила эту роль в фильме 1996 года. «Тиета из Агрести».
К настоящему времени она снялась в более чем в 40 телепроектах телестудии «Глобу» и 20 кинофильмах.

### Личная жизнь
Бетти Фария родилась в престижном районе Копакабана (г. Рио-де-Жанейро), в семье генерала и домохозяйки. Первым её мужем стал актёр Клаудио Марзу. От этого брака 26 сентября 1968 году родилась будущая актриса Александра Марзу.
Второй муж Бетти (с 1973 по 1977 год) — режиссёр Даниэл Филью. Причиной развода стала её измена: на съёмках сериала «Два лица», режиссёром которого был Даниэл, она влюбляется в своего партнёра по сериалу — актёра Марио Гомеса. Даниэл Филью отказывается дальше режиссировать и покидает проект. От этого брака 1 апреля 1975 родился сын Жуан.
Третьим мужем актрисы (будучи моложе её на 30 лет) до 2001 года был Франклин Томпсон. У неё четверо внуков — дочь Александры (Жулия), трое детей Жуана (близнецы Валентина и Жуан Пауло, Антонио).
Бетти Фария живёт в районе Леблон (г. Рио-де-Жанейро), уже много лет убежденная буддистка.

## Фильмография

### Телевидение
- 2017 — Сила желания — Элвира
- 2014 — Буги-Вуги — Мадалена
- 2012 — Авеню Бразилия — Пилар Албукерке
- 2010 — Роза с любовью — Амалия
- 2007 — Два лица — Барбара Каррейра
- 2006 — Pé na Jaca — Лаура
- 2005 — Голос сердца — Мариэлза (эпизод)
- 2005 — Америка — Жанира Пимента
- 1999 — Нежный яд — Карлота Вальдес
- 1998 — Лабиринт — Леонор Мартинш Фрага
- 1998 — Шальные деньги — Бетти Фария
- 1997 — Непокорная — Миранда де Са Масиэль
- 1996 — Чемпион — Марилиза (эпизод)
- 1995 — A Idade da Loba — Валкирия
- 1994 — Случай в Анатресе — Розинья
- 1993 — Жаркое лето — Симони Арруда
- 1992 — Телом и душой — Антония
- 1989 — Тиета — Тиета
- 1989 — Спаситель родины — Марина Синтра
- 1986 — Золотые годы — Глория
- 1984 — Partido Alto — Жуссара
- 1983 — Бандиты из Фаланжи — Марлусе
- 1982 — Elas por Elas — эпизод
- 1981 — Танцуй со мной — Жуана Лобату
- 1980 — Живая вода — Лижия
- 1976 — Две жизни — Леда Мария
- 1975 — Шальные деньги — Лусинья
- 1974 — O Espigão — Lazinha Chave-de-Cadeia
- 1973 — Стальной конь — Жуана
- 1972 — O Bofe — Геомар
- 1970 — O Homem que Deve Morrer — Инес
- 1970 — A Próxima Atração — Сисса
- 1970 — Пигмалион 70 — Сандра
- 1969 — Фата невесты — Ирени
- 1969 — Rosa Rebelde
- 1969 — Последний вальс — Марион
- 1969 — Прикованные — Сония Мария
- 1965 — ТНТ — секретарь

### Кино
- 2007 — Хватит тосковать
- 2004 — Конфискованное имущество — Изабела Сикейра
- 2004 — Секс, любовь и измена — Яра
- 1997 — Трамплин к победе — Линдалва
- 1992 — Аромат жасмина — Одети Варгас
- 1988 — Лили, звезда криминала — Лили Карабина
- 1987 — Поезд к звёздам — Камила
- 1987 — Ангелы из окрестностей — Далия
- 1987 — Роман горничной — Фауста
- 1986 — Жубиаба — Мадам Зайра
- 1979 — Прощай, Бразилия! — Саломе
- 1976 — Дона Флор и два её мужа
- 1974 — Восходящая звезда — Лениза Майер

## Премии
- 1975 — APCA trpohy — премия без определения категории (сериал «Espigão, O»)
- 1977 — APCA trpohy — Лучшая телеактриса (сериал «Шальные деньги»)
- 1987 — «Золотой Кикито» — лучшая актриса (фильм «Ангелы из окрестностей»)
- 1988 — премия Гаванского кинофестиваля — лучшая актриса (фильм «Роман горничной»)
- 1992 — премия «Канданго» — лучшая актриса (фильм «Аромат жасмина»)
- 2005 — премия кинофестиваля «Сине Сеара» — лучшая актриса (фильм «Конфискованное имущество»)